# Gayle (sångare)
Taylor Gayle Rutherford, född 8 juli 2004 i Dallas, känd under artistnamnet Gayle, är en amerikansk singer-songwriter.
Under 2021 släppte Gayle singeln "ABCDEFU" genom Atlantic Records. Låten nådde en 11:e plats på Billboard Hot 100. "ABCDEFU" toppade även låtlistorna i Finland, Irland, Norge, Sverige, Storbritannien och Tyskland samt nådde en topp 10-placering i Australien, Nya Zeeland, Schweiz och Österrike.